# Sagara (Cibalong)
Sagara is een bestuurslaag in het regentschap Garut van de provincie West-Java, Indonesië. Sagara telt 5809 inwoners (volkstelling 2010).